# Love Is in the N2-O2-Ar-CO2-Ne-He-CH4
Love Is in the N2-O2-Ar-CO2-Ne-He-CH4, titulado «El amor está en la química» en Hispanoamérica y «El amor está en el N2-O2-Ar-CO2-Ne-He-CH4» en España, es un episodio perteneciente a la vigesimoséptima temporada de la serie animada Los Simpson, fue emitido originalmente el 14 de febrero de 2016 en Estados Unidos. El episodio fue escrito por John Frink y dirigido por Mark Kirkland.
El episodio fue dedicado a la memoria de David Kavner, padre de Julie Kavner.

## Sinopsis
El Sr. Smithers le recuerda al Sr. Burns el Día de San Valentín y trata de convencerlo de que deje que los empleados se vayan más temprano para estar con sus seres queridos. El Sr. Burns se niega, pero Smithers le convence tras realizar un baile. Mientras disfruta de la fiesta con Marge Simpson, Homer Simpson recibe una llamada telefónica del abuelo Simpson diciendo que él está solo y asustado porque un gato que puede oler la muerte lo está mirando.
Homero y Marge deciden ir a visitar al abuelo, pasando el resto del día de San Valentín con él. En el Castillo de Retiro, una enfermera le da una pastilla a los ancianos que los hace alucinar y empezar a bailar con fantasmas de sus seres queridos, incluyendo a Mona Simpson. Marge piensa que no es justo hacerle eso a la gente mayor y decide hacer algo al respecto.
Mientras tanto, en la fiesta, el Profesor Frink está solo porque no es bueno en conseguir novias. Al día siguiente, Homer lo descubre durmiendo en una de las habitaciones de la planta nuclear. Frink confiesa que el Día de San Valentín es muy duro para personas como él. Homer le explica que el amor es una cuestión de ensayo y error. Frink tiene la idea de determinar que cosas le gustan a las mujeres de un hombre para así convertirse en esa persona. Frink sustituye sus gafas con lentes de contacto azules y utiliza zapatos que lo hacen parecer más alto, pero incluso un androide que él había programado para decir "sí" todavía piensa que no es atractivo. Homer sugiere que podría ser a causa de su voz, por lo que Frink decide utilizar un chip debajo de su lengua para hacer su voz más atractiva.
Para probar su nuevo estilo, Frink va a una clase de yoga. Se las arregla para impresionar a todas las chicas de allí, pero pronto se da cuenta de que no puede manejar su nueva vida y decide esconderse en el interior de la taberna de Moe, donde se da cuenta de que la mayoría de los hombres no están solos. Él trae a todas las mujeres al Planetario Springfield, pero en lugar de decir qué mujer ha escogido para ser su novia, se las da a los hombres solitarios de Springfield y decide volver a su vida como un científico solitario.
En la casa de los Simpson, Marge descubre que Bart Simpson se está aprovechando de las alucinaciones de los ancianos para ganar dinero en los juegos. Ella lleva el dinero de vuelta al Castillo de Retiro, sólo para descubrir que la enfermera le da drogas muy fuertes a ellos solo para facilitar su trabajo y se las arregla para convencer a la enfermera de dejar de medicarlos así.
Al día siguiente, Marge se da cuenta de que los ancianos están extremadamente deprimidos. La enfermera dice que ella escondió los medicamentos en la biblioteca, pero que Abraham encontró las pastillas y se las llevó para así poder empezar a alucinar y ganarse a Mona. Durante su alucinación, Marge, Bart y Lisa Simpson convencen a Abraham de dejar atrás el pasado y vivir el presente, donde hay personas que lo siguen amando.
Frink pasa la tarde mirando las estrellas con su compañero robot que el mismo construyó, pero es interrumpido por la madre del robot y Frink se pregunta por qué la construyó. En la escena final, Homer y Marge experimentan las alucinaciones haciendo sospechar que las drogas ingresaron al sistema de agua de Springfield.

## Recepción
Love Is in the N2-O2-Ar-CO2-Ne-He-CH4 recibió un índice de audiencia de 1,3 y fue visto por 2,89 millones de televidentes, convirtiéndose así en el programa más visto de Fox de esa noche.
Dennis Perkins de The A.V. Club dio al episodio una B, diciendo: «Este episodio (llamado, Love Is in the N2-O2-Ar-CO2-Ne-He-CH4) es una muestra moderadamente divertida de las buenas y malas ideas que constituyen dos historias realizadas a la mitad. He encontrado cosas que me gustaron, y que deseé que fueran mejores, y ya».